# Суперкубок Сан-Марино з футболу 2001
Суперкубок Сан-Марино з футболу 2001 — 16-й розіграш турніру, який в той час мав назву Трофео Федерале. Переможцем вдруге став Доманьяно.

## Учасники
- Чемпіонат Сан-Марино:
  - Чемпіон: Космос
  - Срібний призер: Фольгоре Фальчано
- Кубок Сан-Марино:
  - Володар: Доманьяно
  - Фіналіст: Тре Фйорі

## Півфінали
| Команда 1 | Рахунок | Команда 2         |
| --------- | ------- | ----------------- |
| Доманьяно | +:-     | Фольгоре Фальчано |
| Космос    | -:+     | Тре Фйорі         |

## Фінал
| Команда 1 | Рахунок | Команда 2 |
| --------- | ------- | --------- |
| Доманьяно | +:-     | Тре Фйорі |